# Louis Archambault
Louis Archambault fue un escultor canadiense, nacido en Montreal, el 4 de abril de 1915 y fallecido el 27 de enero de 2003. Su contribución al crecimiento y la reactivación de la escultura en Canadá, lo convirtió en uno de los más grandes escultores de su generación.
Archambault, firmó en 1948 el manifiesto Prisme d'Yeux entre otros, con Alfred Pellan. Ha producido importantes obras de los pabellones de Canadá en las exposiciones internacionales en Bruselas (1958) y Montreal (1967). 
Ganó la Allied Arts Medal del Royal Architectural Institute de Canadá en 1958.
En 1968, fue nombrado Oficial de la Orden de Canadá.
Premios
- 1958 - Prix d'excellence de l'IRAC
- 1968 - Oficial de la Orden de Canadá